# Привільне (Терпіннівська сільська громада)
Приві́льне — село в Україні, у Мелітопольському районі Запорізької області. Входить до складу Терпіннівської сільської громади Населення становить 136 осіб. До 2020 року орган місцевого самоврядування — Промінівська сільська рада.

## Географія
Село Привільне знаходиться на правому березі річки Юшанли, вище за течією на відстані 2 км розташоване село Українське, нижче за течією на відстані 4 км розташоване село Берегове, на протилежному березі — села Промінь та Широкий Лан.

## Назва
На території України — 22 населених пункти з назвою Привільне.

## Населення

### Мова
Розподіл населення за рідною мовою за даними перепису 2001 року:
| Мова            | Кількість | Відсоток |
| --------------- | --------- | -------- |
| російська       | 114       | 83.82%   |
| українська      | 12        | 8.82%    |
| інші/не вказали | 10        | 7.36%    |
| Усього          | 136       | 100%     |